# Bona de Pisis de Mandiargues
Bona Tibertelli de Pisis (Roma, 12 settembre 1926 – Parigi, 25 agosto 2000) è stata una pittrice e scrittrice italiana.

## I primi anni
Bona Tibertelli de Pisis nasce a Roma ma trascorre la sua giovinezza a Modena, suo padre è Leone Tibertelli de Pisis, fratello del pittore Luigi Filippo Tibertelli de Pisis meglio noto come Filippo de Pisis. Bona comincia a dipingere fin da giovane e nel 1939 si iscrive all'Istituto d'Arte Adolfo Venturi, deve però interrompere gli studi a causa della Seconda guerra mondiale. Le opere appartenenti al periodo della formazione (1939 – 1947) evidenziano l'influenza metafisica di Filippo de Pisis sia nella scelta dei soggetti, come le nature morte, che nella resa pittorica. Nel 1946, dopo la morte del padre, Bona si trasferisce a Venezia, dove in quel periodo risiede lo zio Filippo De Pisis che la incoraggia a completare gli studi e ad iscriversi all'Accademia di Belle Arti di Venezia. 

## Parigi
Nel 1947 Bona e Filippo de Pisis partono per Parigi, che suo zio frequenta già da molti anni. La giovane artista conosce le più importanti figure intellettuali dell'epoca, tra cui lo scrittore e poeta André Pieyre de Mandiargues che sposerà nel 1950, anno in cui si stabilisce nella capitale francese. André Pieyre de Mandiargues  la introduce al gruppo Surrealista, Bona incontra André Breton, Max Ernst, Dorothea Tanning, Germaine Richier, Meret Oppenheim, Hans Bellmer, Unica Zurn, Man Ray, Jean Dubuffet, Henri Michaux. 

## Il Surrealismo
La produzione di Bona si apre a nuove suggestioni oniriche e fantastiche attraverso il contatto con il mondo artistico parigino e con gli esponenti della terza stagione del surrealismo. Tra il 1950 e il 1956 l'artista produce quadri di piccole dimensioni in cui i soggetti ricorrenti sono paesaggi antropomorfi, radici e creature mostruose inserite in uno spazio immaginario e metafisico.
Bona è una delle esponenti femminili del movimento insieme ad altre artiste come Meret Oppenheim, Leonora Carrington, Dorothea Tanning.  André Pieyre de Mandiargues, nel numero 14 - 15 della rivista d’arte "Obliques" dedicata alla “Donna Surrealista” denuncerà infatti la difficile condizione delle donne nei mestieri artistici: pittrici, scultrici, letterate e perfino registe in Italia, in Francia e in Spagna.

## Lo Stile cambia
Nel 1956 in concomitanza con la scomparsa di Filippo de Pisis, Bona vive un periodo molto difficile. L'artista sperimenta la tecnica della decalcomania e del pliage, comincia a inserire nelle sue tele terre, polveri, intonaco e gradualmente le sue opere figurative tendono all'astrazione. Queste opere vengono esposte nel 1958 in Messico presso la Galleria Antonio Souza con una prefazione di Octavio Paz.
Nel 1958 prima di partire per un lungo viaggio in Messico con André Pieyre de Mandiargues, Bona comincia a tagliare l'abito del marito e i brandelli vengono ricuciti su tele già utilizzate, il risultato sono dei collage in tessuto che segneranno un rinnovamento delle esperienze plastiche della pittrice. Il tessuto è un materiale tradizionalmente attribuito ad una sfera femminile che viene utilizzato dall'artista per rivendicare la sua identità.
A partire da questo momento l'artista sperimenta diverse tecniche, dal 1966 dipinge soggetti metafisico surrealisti e crea ritratti di personaggi illustri in tessuto, i cosiddetti visage patchwork.
Nel 1959 al Festival Internazionale di Musica al teatro La Fenice di Venezia si esibisce in un numero improvvisato di spogliarello parziale per gli ascoltatori di un concerto di musica seriale durante l'esecuzione della composizione Allez-Hop di Luciano Berio. (fonte: Denys Chevalier, Métaphysique du strip-tease, Paris, Jean-Jacques Pauvert, 1960, p. 21 [con foto])

## L'attività letteraria
Negli anni si dedica anche all'attività letteraria e cura le riedizioni dei libri di Filippo de Pisis.
Nel 1967 Bona pubblica il racconto surrealista "La Cafarde". Nel 1977 viene pubblicato "Bonaventure", la trascrizione di un'intervista di Alain Vircondelet all'artista che racchiuderà anche il saggio successivo al viaggio in Afghanistan sulle "Sculture del Nurestan". Nel 1985 viene pubblicata la raccolta di poesie "I lamenti di Serafino" e nel 1988 la raccolta di poesie "A moi-même".
Bona ha contribuito a illustrare numerose opere di altrettanti importanti letterati e poeti dell'epoca come Octavio Paz che si innamorerà perdutamente di lei arrivando a definirla la donna più bella che avesse mai visto e a cui dedicherà il poema d'amore "Sunset" nel 1957 dopo averla conosciuta a Ginevra.  Anche il poeta Giuseppe Ungaretti, che aveva inaugurato la sua prima mostra personale in Italia, a Milano nel 1953, le chiederà di illustrare alcune sue opere tra cui "Croazia Segreta"
Tante saranno comunque le amicizie letterarie ed artistiche che Bona coltiverà negli anni come con Franco Gentilini e sua moglie Luciana Giuntoli Gentilini.
Molti autori come Francis Ponge, Giuseppe Ungaretti, Gino Severini, Octavio Paz, Italo Calvino hanno presentato le opere dell’artista tra gli anni 50 e 80.
Bona si spegnerà a Parigi il 25 agosto 2000.

## Opere

### Autobiografie come Bona de Mandiargues
- 1977 Bonaventure Parigi, Stock;
- 2001 Vivre en herbe, Parigi, Ed. Gallimard, prefazione di Sibylle de Mandiargues;

## Poesie
- 1985 I lamenti di Serafino, Roma, Le parole Gelate;
- 1988 À Moi-même, Fontfroide-le-Haut, Ed. Fata Morgana;

### Romanzi
- 1981 La Nottivaga, Studio S/Arte Contemporanea, Roma (con illustrazioni fuori testo di Aldo Coca, Franco Gentilini, Giacomo Mauro Giuffra) (Ristampa: La notte della Luna, Piovan,1989) (Titolo originale: Le Cafarde, Ed. Mercure de France, 1967). È la storia di una giovane che si scopre una licantropa; un tema, quello della licantropia molto caro alla corrente surrealista[15]

### Traduzioni
- André Pieyre de Mandiargues - Clorinda, Le parole Gelate, 1985.
- André Pieyre de Mandiargues - Isabella Morra. Drame en deux actes (Osanna, Venosa, 1990).

## Alcune opere su di lei
- 1957 “Sunset” di Octavio Paz
- 1971 "Bona, l’amour et la peinture" di André Pieyre de Mandiargues, Ginevra, Ed. Skira
- 1977 «La Femme surrealiste» Numero 14-15 di «Obliques», Ed. Borderies, Paris, pag. 6

## Mostre
- 1952 Galerie Berggruen di Parigi
- 1953 Galleria del Milione di Milano
- 1954 Vetrina di Chiurazzi di Roma
- 1955 Galerie La Baleine al Cairo
- 1959/60 Galerie Daniel Cordier a Parigi per "L'Esposizione Internazionale del Surrealismo"
- 1960 Galerie La Cour d’Ingres a Parigi
- 1960 Knapik Gallery a New York
- 1962 Galleria Schwarz a Milano
- 1964 Galerie Charpentier a Parigi per "Le Surréalisme"
- 1965 Galerie XXe Siècle a Parigi
- 1967 Galleria del Cavallino  a Venezia
- 1968 Casino Municipal a Knokke-Le Zoute per "Trésors du Surréalisme"
- 1969 Galerie Isy Brachot a Bruxelles per "Signes d’un renouveau surréaliste"
- 1973 Galleria San Sebastianello a Roma

- 1976 Galerie de Seine a Parigi la mostra antologica: "Bona: vingt-cinq ans d’imagination et de creation"

- 1979 Aoki Tokyo
- 1979 "L’erotisme contemporaine" - Galerie de l’Hotel Druot - Parigi
- 1987 "La femme et le surréalisme"  Museo delle Belle Arti - Losanna

- 1997 "Marcel Duchamp e altri iconoclasti, anche"  Galleria Nazionale d'Arte Moderna di Roma
- 2005 "I surrealisti italiani attraverso le collezioni della Galleria Nazionale di Arte Moderna" Galleria Nazionale d'Arte Moderna di Roma
- 2010 "Dada e surrealismo riscoperti"– Museo del Vittoriano – Roma
- 2012 "In Wonderland: the surrealist adventures of women artist in Mexico" – LACMA, Los Angeles
- 2014 "La forma della seduzione. Il corpo femminile nell’arte del 900" – Galleria Nazionale d'Arte Moderna di Roma
- 2014 "UNGA’. Giuseppe Ungaretti e l’arte del XX secolo" – Biffi Arte Piacenza

Collabora anche negli anni con il Salone:
- «Salon de Mai»
- «Salon Comparaisons»

### Esposizioni Internazionali di Grafica
- 1969 Exposition des jeunes artistes graveurs à Paris, Kudo Gallery a Tokyo
- 1969 Biennale Internazionale della Grafica a Mentone

## Sito
www.bonademandiargues.it
| Controllo di autorità | VIAF (EN) 34529352 · ISNI (EN) 0000 0000 7973 260X · SBN CUBV168568 · ULAN (EN) 500476059 · LCCN (EN) n50042103 · GND (DE) 119254832 · BNE (ES) XX1776973 (data) · BNF (FR) cb12334191z (data) · J9U (EN, HE) 987007506114205171 · NDL (EN, JA) 00448668 |